# Mathias Tinctorius
Mathias Tinctorius (eigentlich Mathias Färber; * 27./28. Oktober 1568 in Kitzingen; † 10. Mai 1632 in Hüfingen) war Registrator, Notar, Archivar und Richter, der als angeblicher Hexer hingerichtet wurde.

## Leben
Tinctorius, der seinen Namen der Mode der Zeit entsprechend latinisierte, war 1631 schon ein bejahrter Mann. Er stammte aus Lohr a. Main, seine Frau Jacobäa aus Zell am Harmersbach. Tinctorius war der Sohn des gleichnamigen evangelischen Pfarrers Matthias Tinctorius (Färber) aus  Worms, der im Januar 1588 als Superintendent in Kitzingen starb. Zuvor hatte dieser Pfarrstellen in Germersheim, Lohr a. Main und Schweinfurt inne. Mathias Tinctorius wurde am 28. Oktober 1568 in Lohr am Main evangelisch getauft, trat aber, als er am kaiserlichen Hof eine Stelle übernahm, zum katholischen Glauben über. Durch unglückliche Umstände und Krankheit auf einer Pilgerreise nach Santiago de Compostela kam er 1614 mit seiner Frau auf dem Rückweg zunächst nach Aasen, wo er eine Stelle als Lehrer annahm, 1618 wurde er Registrator und Landgerichtsschreiber für die Grafen von Fürstenberg.

## Schicksal
Ab 1622 wohnten Tinctorius und seine Frau in Hüfingen. 1628 erhielt er von Vratislaus I. von Fürstenberg den Wappenbrief verliehen. Durch genaues Verhalten gegenüber Steuerschuldnern, Vorteilsnehmern und durch anderes missverständliches Betragen waren er und seine Frau, auch da sie „Zugewanderte“ waren, in kurzer Zeit unbeliebt und wurden als „Hexe“ und „Hexer“ denunziert, so dass man zuerst seine Frau am 23. Juli 1631 zusammen mit sechs weiteren Frauen als „Hexen“ enthauptete. Dieses war in der damaligen Zeit eine „Begnadigung“, da seine Frau höheren Ranges war, üblich war die Verbrennung.
Am 10. Juli verstarb sein Gönner und Freund, der Fürst Vratislaus I. in Wien; nachdem dies bekannt wurde, nahm man ihn am 22. August fest und folterte ihn mehrfach, am 10. Mai 1632 erfolgte seine Hinrichtung. Seinen vorher schon erfolgten Widerruf musste er nochmals schriftlich widerrufen, so konnte er die Strafe der Verbrennung vermeiden und ebenfalls zur Enthauptung „abmildern“. (Die Verbrennung des Körpers erfolgte darauf immer).